# Křivá Voda
Křivá Voda (německy Krummwasser) je malá vesnice, část obce Malá Morava v okrese Šumperk. Nachází se asi 4 km na jihovýchod od Malé Moravy. V roce 2009 zde bylo evidováno 13 adres. V roce 2001 zde trvale žilo 11 obyvatel.
Křivá Voda je také název katastrálního území o rozloze 2,59 km2.
| Rok            | 1869 | 1880 | 1890 | 1900 | 1910 | 1921 | 1930 | 1950 | 1961 | 1970 | 1980 | 1991 | 2001 | 2011 | 2021 |
| -------------- | ---- | ---- | ---- | ---- | ---- | ---- | ---- | ---- | ---- | ---- | ---- | ---- | ---- | ---- | ---- |
| Počet obyvatel | 167  | 189  | 169  | 168  | 146  | 129  | 133  | 53   | 71   | 59   | 27   | 16   | 11   | 19   | 14   |

## Fotogalerie

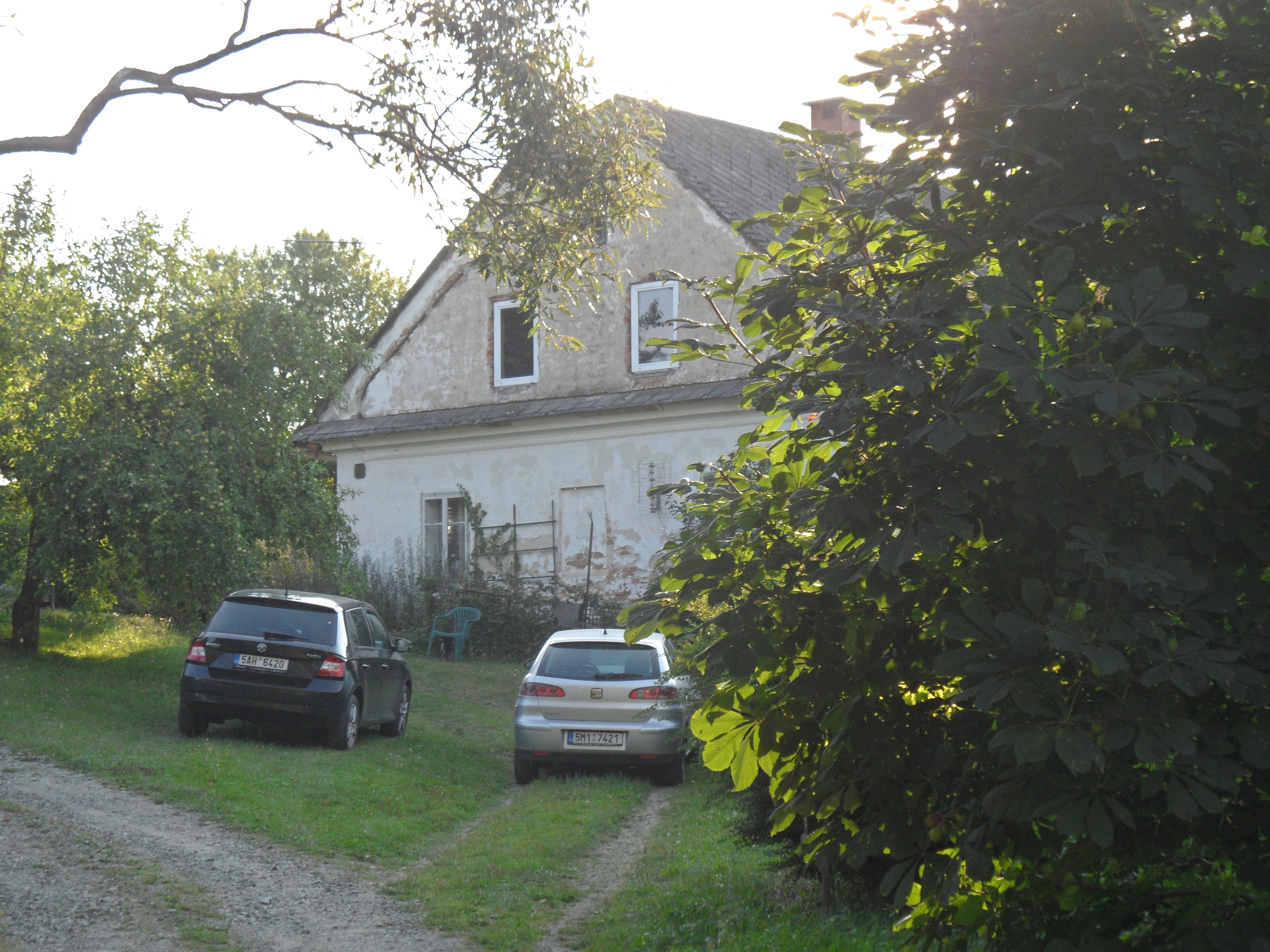
Stavení
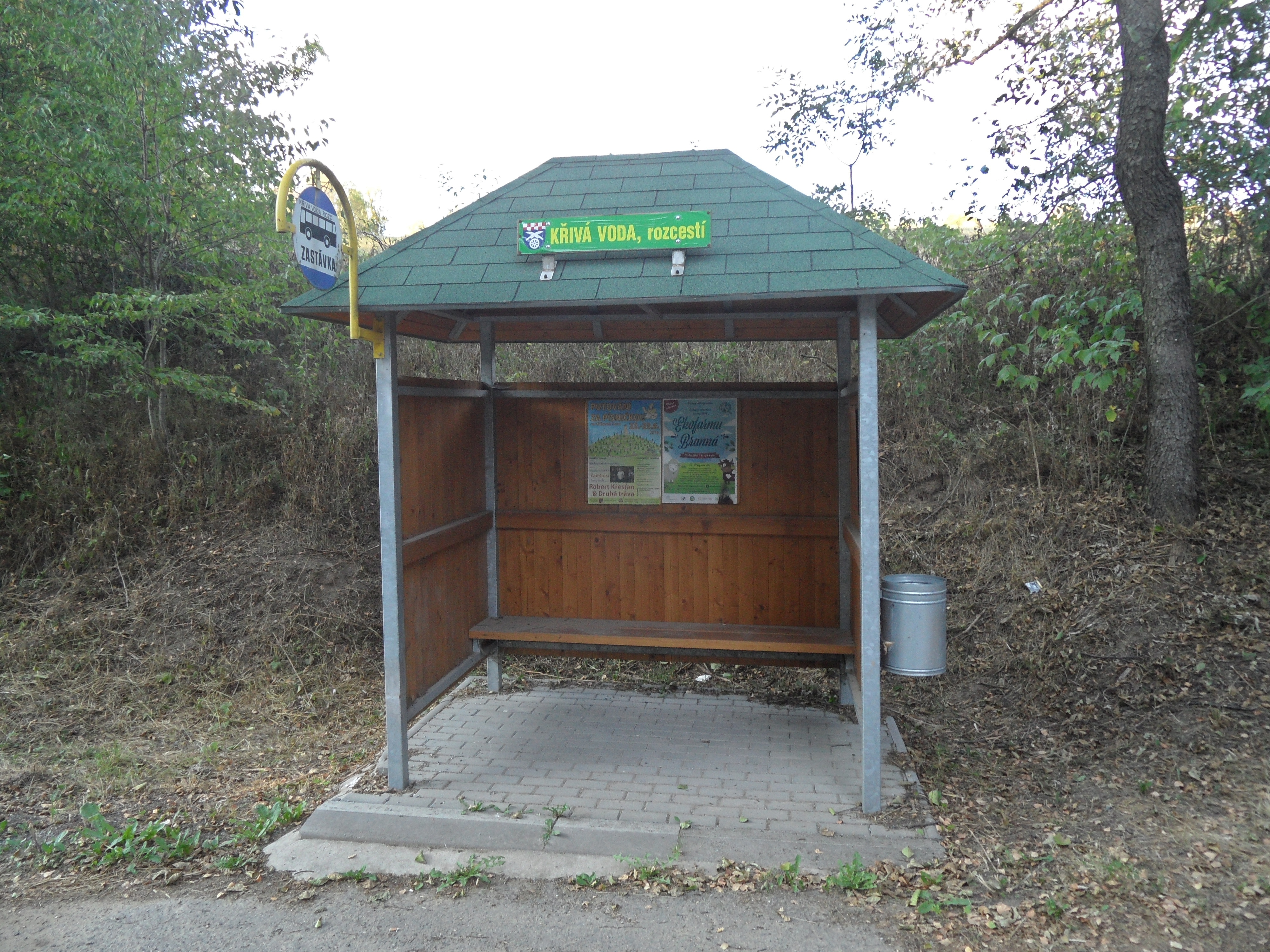
Autobusová zastávka
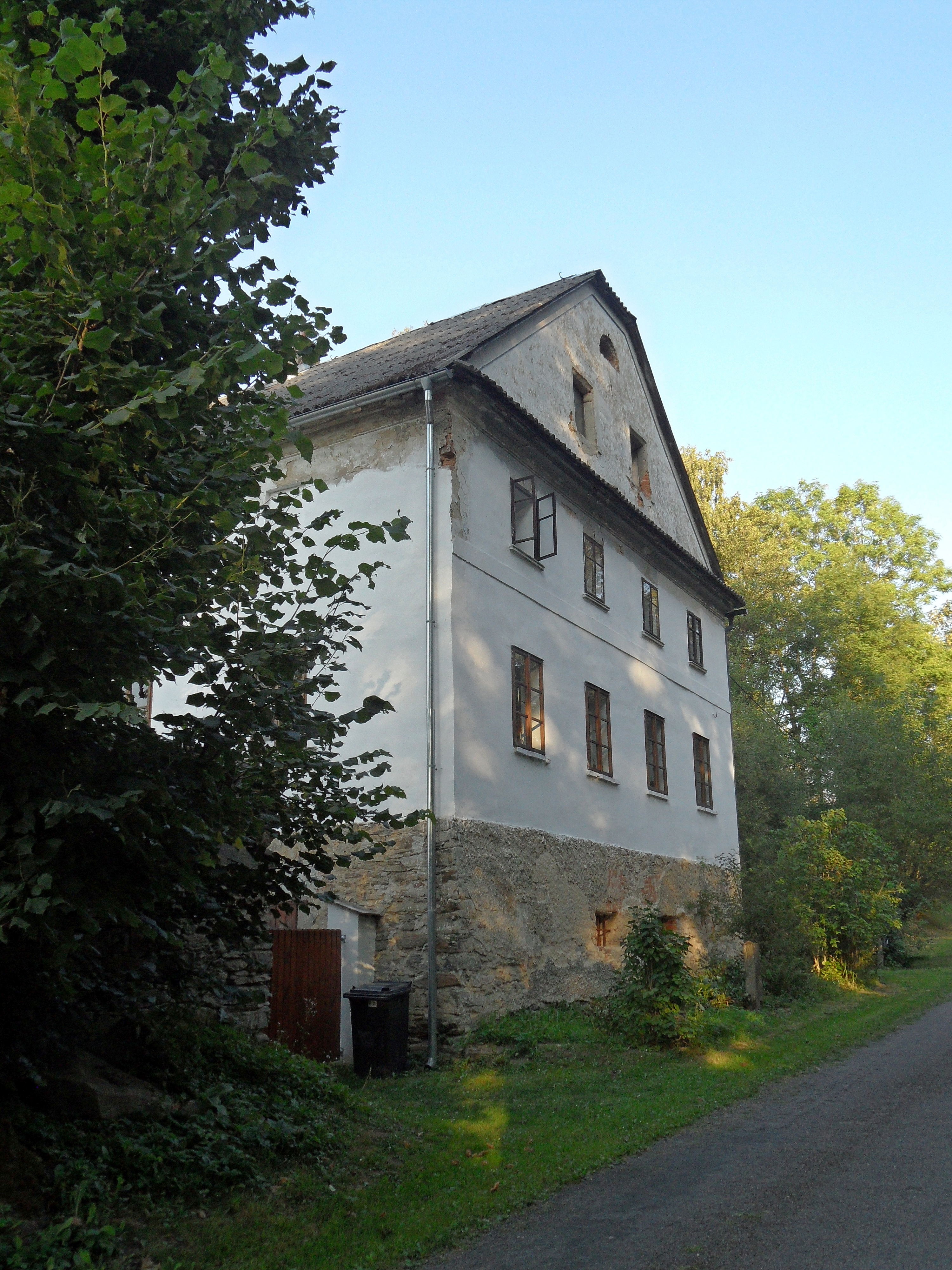
Penzión
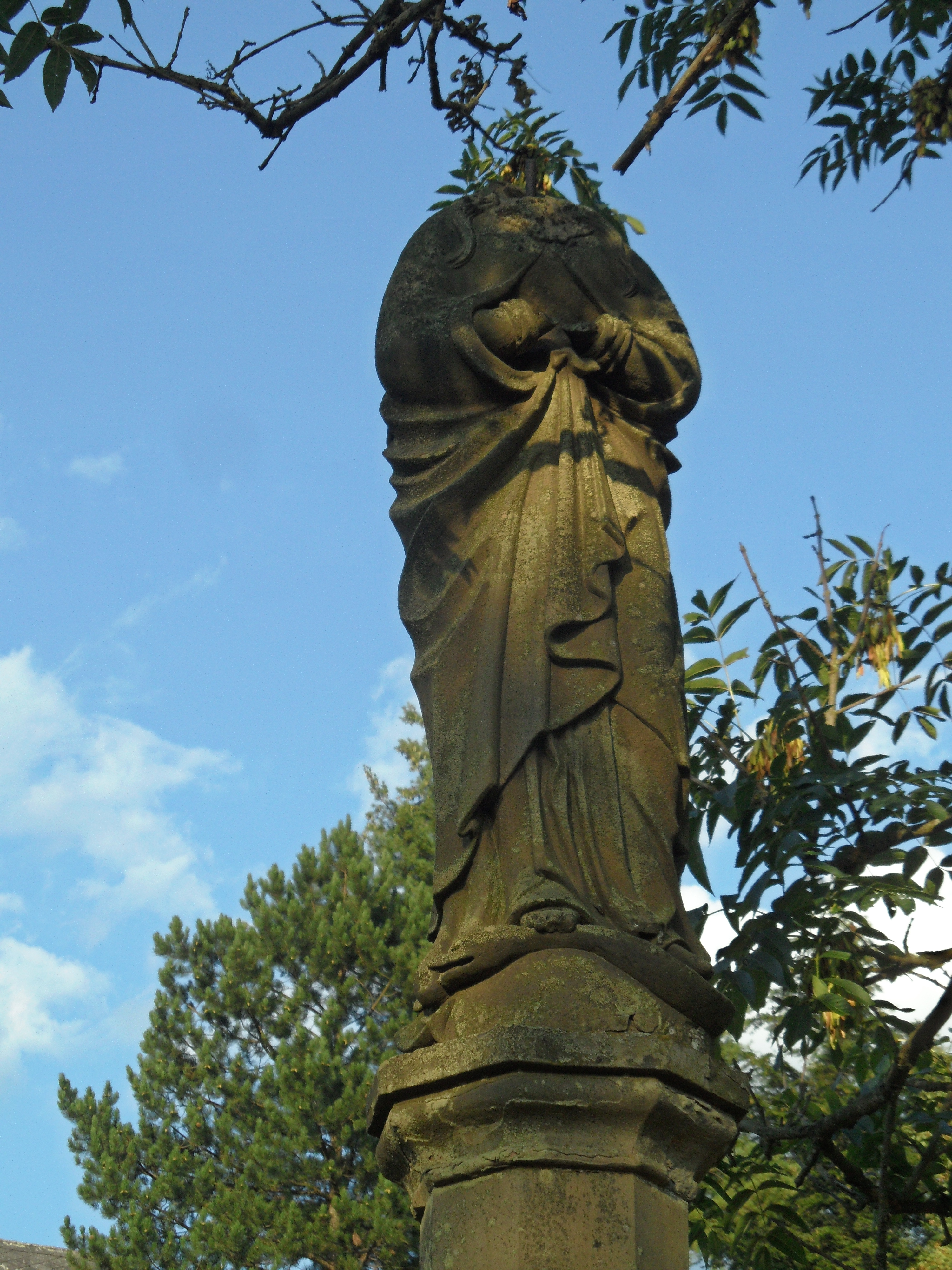
Socha bez hlavy